# Reddit
 (изговор: //, стилизовано са почетним малим словом као reddit) је веб сајт у виду форума заснован на принципу постављања, коментарисања и оцењивања веб садржаја. Корисници могу бити регистровани, али није неопходно за претраживање веб сајта. Корисници на сајт постављају садржај у виду текста, линкова и фотографија које потом оцењују други корисници. Садржај је подељен у сабредите (енгл. subreddit), који обично покривају неку одређену тему као што су новости, наука, технологија, видео-игре, књиге, филмови, музика, храна, фотографије, као и разноврстан садржај који интернет нуди.
Објаве са већим бројем позитивних гласова се приказују на врху сабредита и ако имају довољно позитивних гласова приказују се на почетној страни Редита. Иако постоје стриктна правила која забрањују било какве личне нападе, администратори Редита троше значајне ресурсе како би одржавали сајт.
Од фебруара 2018. године, Редит броји 542 милиона месечних посетилаца (234 милиона засебних корисника), што га рангира као 4. најпосећенији сајт у САД и 6. најпосећенији сајт на свету према америчкој компанији Алекса интернет (енгл. Alexa Internet), са 57,4% корисника из Сједињених Држава, 7,5% из Уједињеног Краљевства и 6,3% из Канаде. Током 2015. године, Редит је имао 82,54 милијарде прегледа, 73,15 милиона објава, 725,85 милиона коментара и 6,89 милијарди позитивних гласова од корисника.

## Историјат
Редит су основали двадесетдвогодишњи студенти Стив Хафман и Алексис Оханијан након завршених студија 2005. године у Медфорду, Масачусетс. Врло је брзо дошао до славе и велике посећености од чак 1,6 милијарди прегледа сваког месеца. Хафман и Оханијан започели су пројекат креирања лажних профила како би основали заједницу на Редиту.
Новембра 2005. године, тиму се прикључује Кристофер Слоу, а у периоду између новембра 2005. и јануара 2006. године, Редит се уједињује са компанијом Infogami, чији је власник био Арон Шворц. Редит је купио Wired часопис 31. октобра 2006. године, због чега се преселио у Сан Франциско. Шворц је 27. јануара 2007. године добио отказ.
Крајем 2008. године, компанији су се придружили Ерик Мартин, Џереми Едберг, Дејвид Кинг и Мајк Ширалди. Током 2009. године, Хафман и Оханијан су напустили компанију како би формирали Hipmunk, а недуго након тога прикључили су им се Кристофер Слоу и Дејвид Кинг. У мају 2010. године, Редит се нашао на листи најбољих компанија у Сан Франциску. У јулу 2010. године, након наглог пораста промета, Редит је увео Редит голд (енгл. Reddit Gold), опцију са новим особинама и могућностима по цени од 2,99 долара месечно или 29,99 долара годишње. Редит голд је донео бројне новине у интерфејс, укључујући и могућност да се прикаже више коментара на једној страници, приступ приватним сабредитима и могућност да добијете обавештење када неко помене ваше име у коментару. Такође је могуће дати другим корисницима Редит голд чланство као анониман поклон.
Редит је 6. септембра 2006. године постао операционо независан од компаније Condé Nast, радећи као засебна компанија своје родитељске компаније Advance Publications. Објавили су 12. јануара 2012. године да ће учествовати у дванаесточасовном протесту гашења сајтова да би се скренула пажња на онлајн пиратство. Гашење сајта је одржано 18. јануара и уследило је гашење Википедије и неколико других сајтова. У мају 2012. године Редит се придружио групи Internet Defense League, која је формирана ради организовања будућих протеста.
Редит је 14. фебруара 2013. године почео да прихвата дигиталну валуту Биткојн за своје Редит голд претплатничке сервисе у сарадњи са програмом за плаћање биткојном, званог Coinbase. У октобру 2014. године, Редит је објавио Redditmade, услугу која је омогућавала модераторима да праве робу за своје сабредите. Redditmade је угашен у фебруару 2015. године. У новембру 2014. године, извршни директор Јишан Вонг је дао оставку и кооснивач Оханијан се вратио као главни извршни директор. Елен Пао, Редитов пословни и сараднички стратег је заменила Вонга и тиме постала привремени извршни директор. Пао је дала оставку 10. јула 2015. године и заменио ју је Стив Хафман.
Редит је лансирао нову алатку за блокирање корисника, објава и коментара у покушају да смањи онлајн узнемиравање у априлу 2016. године. Алатка је омогућила корисницима да сакрију објаве и коментаре од других одређених корисника, као и да блокирају приватне поруке од тих корисника.
У 2015. години, Редит је имао око 100 запослених. До краја јануара 2017, њихов број се повећао на 140, а након тога се повећао на 230 у јулу.

### Технологија
Редит је оригинално написан програмским језиком Common Lisp али је поново написан у језику Пајтон децембра 2005. године. Замена је омогућила приступ ширим библиотекама и већу флексибилност у даљем развитку. Пајтон веб оквир web.py, који је бивши Редитов запослени Шварц направио да покреће сајт, доступан је као пројекат отвореног кода. Од 10. новембра 2009. године, Редит користи Pylons као свој мрежни оквир.
Од 18. јуна 2008. године, па све до септембра 2017. године, Редит је био пројекат отвореног кода. Током тог времена, сав код и библиотеке писане за Редит су били бесплатно доступни на GitHub-у, осим делова који су били коришћени против спама и варања. Од 1. септембра 2017. године, Редитова главна складишта кода нису више типа отвореног кода. Корисници могу да допринесу у превођењу Редита на 89 различитих језика користећи платформу Crowdin.
Од 10. новембра 2009. године, Редит је обуставио своје сопствене сервере и прешао на Амазон веб сервисе. Редит користи PostgreSQL као своју примарну базу података и полако се креће према Apache Cassandra, бази података која је оријентисана према колонама. Користи RabbitMQ за офлајн процесуирање, HAProxy за учитавање и кеширање података. Почетком 2009. године Редит је почео да користи jQuery. Редит је 7. јуна 2010. године лансирао обновљени мобилни интерфејс користећи поновно написан CSS, нову шему боја, као и бројна друга побољшања.
Редит је 21. јула 2010. године преусмерио свој претраживач на Flaptor, који користи свој сопствени производ за претрагу IndexTank. Од 12. јула 2012. године, Редит користи Amazon CloudSearch. Постоји неколико незваничних апликација које користе Редитов AПИ у Гугл Плеј продавници, и F-Droid складишту. Неки од примера су: Reddit is Fun, Andreddit, F5, BaconReader, Reddit Sync, као и апликација специфична за Андроид таблет звана Reddita. Такође постоји неколико Windows апликација које приступају Редиту, укључујући незваничне Редит апликације као што су ReddHub и Reddit To Go!.
Постоји неколико Редит апликација за iOS. Те апликације укључују: Karma, Upvote, iReddit, као и апликације специфичне за iPad Reddzine и Biscuit, и, до априла 2016. године, Alien Blue. У септембру 2014. године, званична мобилна апликација за претраживање сабредита „Питај ме било шта” пуштена је за iOS и Андроид платформе под именом Ask me Anything. У октобру 2014. године, Редит је купио Alien Blue и он је постао званична iOS Редит апликација. у априлу 2016. године, Редит је пустио званичну апликацију звану Reddit: The Official App, која је доступна на Гугл Плеј и iOS продавници и Alien Blue је био уклоњен у корист нове апликације.

## О Редиту
Редит је уређен по принципу форума. Корисници постављају веб садржај унутар сабредита где други корисници тај садржај оцењују и коментаришу. Сабредити нису ограничени на одређене теме, већ корисници могу да праве своје сабредите везане за било коју тематику. Ако објава добије довољно гласова, она доспева до насловне стране сајта која је видљива и нерегистрованим корисницима. Објаве на насловној страни се мењају у континуитету, а нове, популарне објаве замењују старе. Систем гласања је заснован на принципу за и против путем којег објава добија своју оцену и популарност, што је број гласова за већи, већа је и шанса да ће објаву више корисника прочитати. Корисници унутар објава остављају коментаре и започињу разговоре са другим корисницима. Сајт такође нуди опцију слања директних порука другим корисницима.
Регистровање на Редит је бесплатно и за њега није потребна имејл адреса. На профилу корисника се користи систем карме. Корисници карму прикупљају тако што њихове објаве и коментаре други корисници оцењују. Што више гласова за корисници добију, то имају више карме. Карма служи као вид репутације корисника на Редиту. На Редит је регистровано око 36 милиона корисника.

## Редит заједнице и култура
Од свог настанка, Редит је био ударна тачка за кориснике слободног мишљења. Са својом опцијом коришћења сабредита, успео је да обједини истомишљенике на једном месту и покрене револуционарне и контроверзне дискусије. Редит се сматра за један од највећих извора социјалних новости. Многи мањи веб сајтови су постали популарни захваљујући Редиту.
Што се корисника тиче, Редит претежно чине припадници мушког пола.
Многи сабредити превазилазе величину стандардних интернет форума и доста су популарни.

### Комерцијална активност
У фебруару 2013. године. Betabeat је објавио чланак који говори о утицају мултинационалних корпорација као што су Костко, Тако бел, Субару и Мекдоналдс које постављају рекламни садржај на Редит и праве да тај садржај изгледа као да је постављен од стране легитимних корисника Редита. Редитова бивша директорка комуникација је назначила да велики број директора маркетинга жели да „Упадне у Редит заједницу у име свог бренда”, нагласила је да је „самопромоција непожељна” и да је сајт „100% органски”. Предложила је да оглашавачи дизајнирају промоције које „подстичу дискусију и повратне информације”. Она је предложила да компаније користе „Питај ме било шта” објаве да би добили пажњу јавности. Нисан је одржао успешну рекламну промоцију, нудећи корисницима бесплатне поклоне ради рекламирања новог аутомобила, али компанија је касније исмевана због сумње за обману када је генерални директор одговорио само на питања која су хвалила њихову компанију. Тејлор је описала ове ситуације као „веома ризичне” додајући: „Покушавамо веома јако да учимо људе да морају да третирају питања подједнако, иако се чини да су питања усмерена против њих, ако желе да представе свој бренд што боље.”
Редит ће удвостручити број запослених које има током 2021. године на око 1.400, након што је прикупио 250 милиона долара у новој рунди финансирања, објавила је компанија. Реддит тренутно има око 700 запослених широм света.
У августу 2021. године, финансирање од 700 милиона долара коју је водио Фиделити Инвестментс подигла је процену сајта на преко 10 милијарди долара.